# PointScreen
PointScreen ist eine vom Fraunhofer-Institut für Intelligente Analyse- und Informationssysteme (IAIS) entwickelte HCI-Technologie, die die Steuerung eines Computers nur mit Gesten ermöglicht.
Der Nutzer navigiert durch bloßes Zeigen; im Gegensatz zu einem Touchscreen erfolgt die Interaktion völlig ohne Berührung.

## Neue Technologie
Die PointScreen-Technologie basiert auf dem Prinzip des Electric Field Sensing (EFS):  Gesten und Bewegung werden gemessen und digital erfasst. Durch diese Form der Mensch-Maschine-Interaktion werden Gesten zur Navigation und Interaktion in Echtzeit genutzt. Dieses innovative Paradigma der HCI-Technologie (Human Computer Interaction) ermöglicht berührungslose Eingabesysteme.

## Produktanwendungen
Eingesetzt wird PointScreen in öffentlichen Räumen – etwa als Point of Information auf Messen oder Ausstellungen, für Edutainment und Werbung oder als interaktives Schaufenster in Fußgängerzonen und Einkaufszentren.